# August Ludwig Reyscher

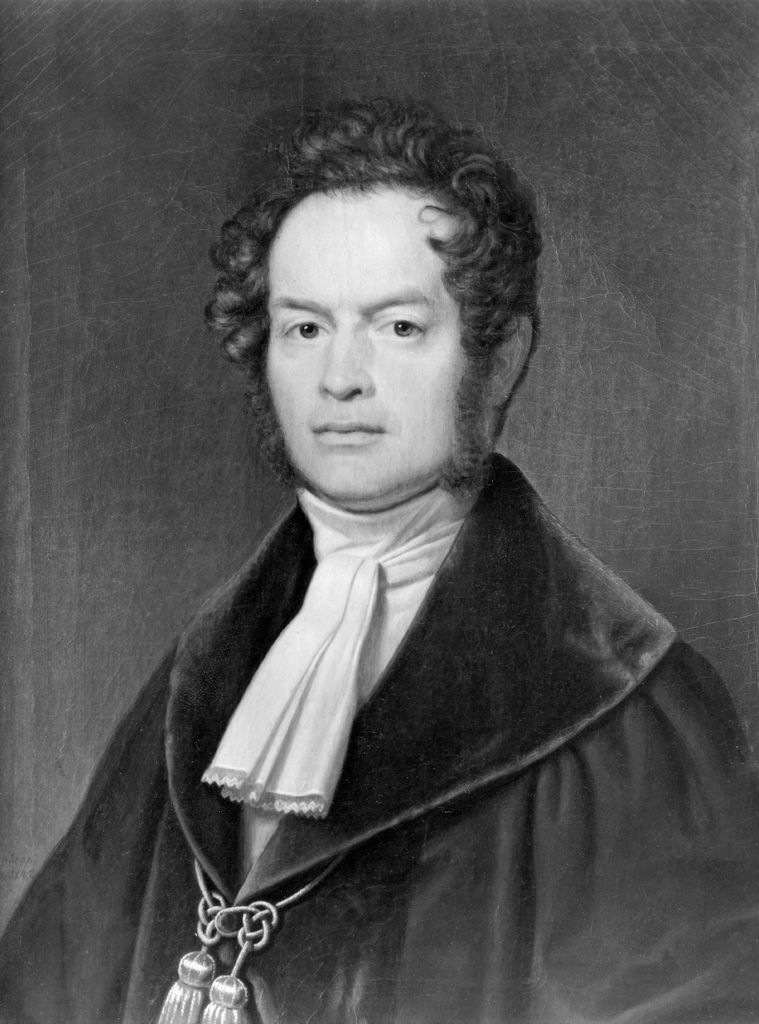
August Ludwig Reyscher (1846).

August Ludwig Reyscher, född 10 juli 1802 i Unterriexingen vid Markgröningen, död 1 april 1880 i Cannstatt, var en tysk jurist och politiker.
Reyscher blev 1837 professor i tysk och württembergsk rätt vid Tübingens universitet, men avsattes 1851 till följd av sin oppositionella hållning i ständerkammaren och ägnade sig sedermera åt advokatverksamhet. Åren 1871-72 var han ledamot av tyska riksdagen. 
Reyschers förnämsta verk är Das Gemeine und württembergische Privatrecht (1836–42; andra upplagan, tre band, 1846–48). Han utgav vidare bland annat en samling av Württembergs grundlagar (tre band, 1828–30) jämte en historik av detta lands författning. Åren 1839–40 utgav han tillsammans med Wilhelm Eduard Wilda "Zeitschrift für deutsches Recht und deutsche Rechtswissenschaft". Reyschers Erinnerungen utkom 1884.